# Rapid Application Development
El desenvolupament ràpid d'aplicacions (RAD, acrònim de Rapid application development) és el nom que James Martin va donar el 1991 als processos de desenvolupament d'aplicacions que permeten tenir una aplicació funcionant en un breu període, en oposició als mètodes que segueixen el cicle de vida tradicional de desenvolupament d'aplicacions.
El concepte de RAD implica el desenvolupament i la construcció iteratius de prototips. En cada iteració, es refina el resultat a través de la consulta de l'usuari final de l'aplicació. El mètode RAD es veu afavorit per la millora en les eines de programació CASE, l'aparició del desenvolupament orientat a l'objecte (OOP), la programació orientada a l'aspecte (AOP) i l'aparició d'entorns de treball que permeten la creació de prototips. Els mètodes RAD sacrifiquen funcionalitat i rendiment a canvi d'un desenvolupament ràpid.
Els mètodes de desenvolupament ràpid d'aplicacions són una resposta als mètodes tradicionals de desenvolupament de programari com els mètodes de desenvolupament en cascada, amb temps de desenvolupament excessius que feien que l'usuari final podia haver canviat de requeriments abans que l'aplicació s'acabés de desenvolupar. Amb les idees de Brian Gallagher, Barry Boehm i Scott Shultz, James Martin va desenvolupar la metodologia RAD durant els anys vuitanta en IBM, i la va formalitzar amb la publicació del llibre Rapid Application Development en 1991.